# Grzegorz Dolniak

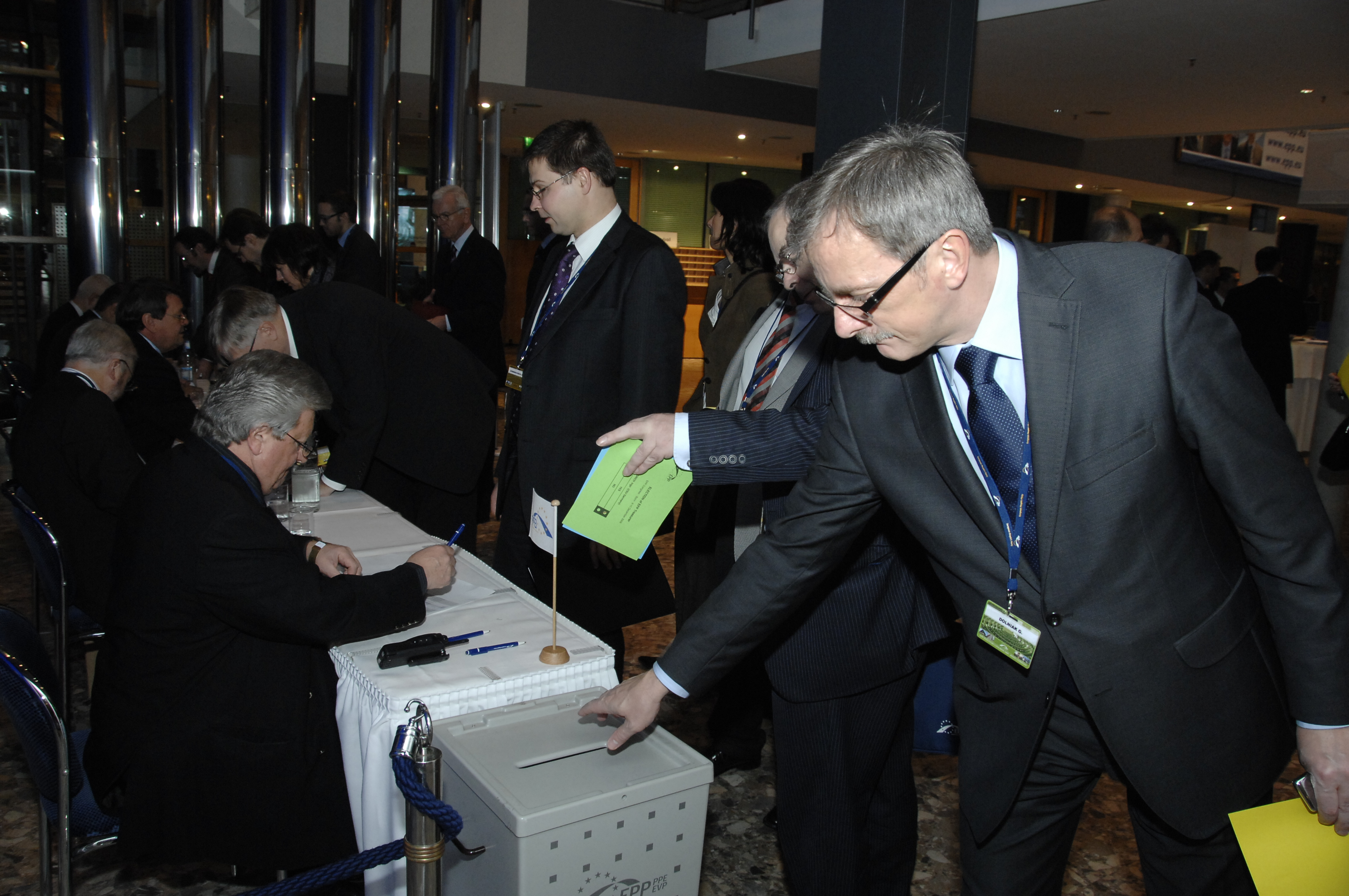
Grzegorz Dolniak (2009)

Grzegorz Maciej Dolniak (* 17. Februar 1960 in Będzin; † 10. April 2010 in Smolensk, Russland) war ein polnischer Politiker (PO). Er gehörte von 2001 bis zu seinem Tod dem Sejm in der IV., V. und VI. Wahlperiode.

## Leben und Beruf
Dolniak schloss 1984 sein Studium an der Wirtschaftsakademie Kattowitz ab. Anschließend arbeitete er bis 1991 bei der Maschinenbaufabrik Ponar-Defum im schlesischen Dąbrowa Górnicza. 1991 gründete er das Unternehmen Przedsiębiorstwo Usługowo-Handlowe POINT in Będzin. Dieses hat sich auf Kfz-Dienstleistungen und Objektschutz spezialisiert. Er hinterließ seine Ehefrau Barbara, die dem Sejm seit 2015 für die Nowoczesna angehört, und eine Tochter.

## Politik
Bei der Parlamentswahl 2001 wurde Dolniak erstmals Abgeordneter der Platforma Obywatelska (PO) im Sejm. Er wurde mit 5.796 und 12.151 Stimmen aus dem Wahlkreis Sosnowiec gewählt. Bei der Parlamentswahl 2005 wurde er im selben Wahlkreis wiedergewählt. Nach der Wahl wurde er Vorsitzender des Sejm-Ausschusses für Verwaltung und Inneres sowie stellvertretender PO-Fraktionsvorsitzender. Auch bei der Parlamentswahl 2007 wurde er wiedergewählt. Er blieb stellvertretender Vorsitzender der PO-Fraktion. Nach der Suspendierung von Zbigniew Chlebowski im Oktober 2009 leitete er die Fraktion bis zur Wahl des neuen Vorsitzenden Grzegorz Schetyna. Zudem war er auch stellvertretender Vorsitzender der PO in der Woiwodschaft Schlesien. Dolniak starb am 10. April 2010 beim Flugunfall von Smolensk 2010, als er – unter anderem zusammen mit Staatspräsident Lech Kaczyński – zu einer Veranstaltung zum Gedenken an das Massaker von Katyn unterwegs war.

## Ehrungen
Postum wurde Dolniak am 16. April 2010 das Komturkreuz des Ordens Polonia Restituta verliehen. 